# Rumilly-en-Cambrésis
Rumilly-en-Cambrésis är en kommun i departementet Nord i regionen Hauts-de-France i norra Frankrike. Kommunen ligger i kantonen Marcoing som tillhör arrondissementet Cambrai. År 2022 hade Rumilly-en-Cambrésis 1 422 invånare.

## Befolkningsutveckling
Antalet invånare i kommunen Rumilly-en-Cambrésis
| Referens: INSEE |